# Lojze Bratina
Lojze Bratina, slovenski slovenski rimskokatoliški duhovnik, jezuit, teološki pisec in pesnik, * 26. januar 1942, Stomaž, Ajdovščina.

## Življenje in delo
Rodil se je v kmečki družini očetu Antonu in materi Emiliji Bratina rojeni Lozar. Osnovno šolo je obiskoval v rojstnem kraju, gimnazijo pa je leta 1962 končal v Zagrebu. Študij je najprej nadaljeval na Filozofski fakulteti v Zagrebu (1964-1967), potem pa na papeški univerzi Grigoriani v Rimu (1968-1972), kjer je obranil doktorsko disertacijo na temo iz »fundamentalne teologije«. V duhovnika je bil posvečen 29. junija 1971 v Logu pri Ajdovščini. Leta 1987 je postal predstojnik slovenskih jezuitov. Izdal je nekaj knjig, s članki pa sodeluje v revijah in časopisih: Cerkev v sedanjem času, Znamenja, Družina, Bogoslovni vestnik,  Mladika in Kristjanova obzorja. Njegova bibliografija trenutno obsega 65 zapisov.

## Izbrana bibliografija
- Dnevnik v tej dolini : molitev za veliko ljubezen (COBISS)
- Besede bližine : razmišljanje ob nedeljskih evangelijih ABC  (COBISS)
- Križev pot  (COBISS)